# Bradwell-on-Sea
Bradwell-on-Sea è una parrocchia civile inglese nell'Essex, distretto di Maldon. Si trova sulla penisola di Dengie, a circa 9 km a nord-nordest di Southminster. Nel 2010 contava una popolazione di 877 abitanti. Ha anche avuto i nomi di Bradwell juxta Mare, Bradwell-next-the-Sea e Bradwell near the Sea.

## Storia
Bradwell-on-Sea era un forte della Costa sassone nel periodo dell'Antica Roma, noto come Othona. Gli anglosassoni lo chiamavano in origine Ithancester. Nel 653 San Cedda fondò entro le sue mura un monastero, che sopravvive ancor oggi nella sua cappella di St Peter-on-the-Wall (San Pietro al Muro), una delle più antiche chiese inglesi. Di lì egli continuò la sua evangelizzazione dell'Essex. Divenne presto sede vescovile (oggi sede titolare cattolica con il nome di Othona).
Durante la seconda guerra mondiale ebbe un aeroporto militare di prima linea, noto allora come RAF Bradwell Bay. È stato un aeroporto con piste in erba, utilizzato come base aerea provvisoria per rifornimento di carburante e per addestramento di piloti.
Nel XX secolo inoltre il villaggio divenne più noto per la sua centrale nucleare.

## Attrezzature
Nel paese vi è un ottimo club per velisti e vi sono possibilità per escursioni. Il paese ha una scuola elementare.